# Jesús Franco
Jesús Franco Manera (Madrid, 12 de maio de 1930 – Málaga, 2 de abril de 2013) foi um cineasta, roteirista e produtor de cinema espanhol. Trabalhou muito no estrangeiro (Europa e Estados Unidos), e é conhecido por muitos pseudónimos: Jess Franco, Clifford Brown, David Khune, entre outros.
Jesús Franco fez a sua aprendizagem em cinema como ajudante de realização de consagrados realizadores como Juan Antonio Bardem, Luis García Berlanga e Orson Welles na sua passagem por Espanha. Depois partiu para o estrangeiro, onde dirigiu actores consagrados como Christopher Lee, Klaus Kinski, Jack Palance, Howard Vernon, George Sanders ou Rosalba Neri.
Ao longo de mais de quarenta anos produziu cerca de duzentos filmes, e foi um dos cineastas mais prolixos, originais e iconoclastas no sub-género da série B do cinema universal. Seus filmes têm sido chamados "horróticos", pela mistura de horror e erotismo. Também filmou porno, e de fato tem dito: "O porno também é cinema".
Franco morreu a 2 de abril de 2013, em Málaga, na Espanha, vitimado por um derrame. Franco era considerado o pai do cinema B espanhol e um cultuado cineasta do trash e do underground cinematográfico espanhol.

## Filmografia
| Filmes | Filmes                                                     | Filmes                                                                       | Filmes    |
| Ano    | Título                                                     | Título(s) alternativo(s)                                                     | Notas     |
| ------ | ---------------------------------------------------------- | ---------------------------------------------------------------------------- | --------- |
| 1959   | We Are Eighteen                                            |                                                                              |           |
| 1960   | Red Lips                                                   |                                                                              |           |
| 1960   | Queen of the Tabarin                                       |                                                                              |           |
| 1961   | Vampiresses 1930                                           |                                                                              |           |
| 1961   | The Awful Dr. Orloff                                       | Gritos en la noche · Screams in the Night                                    |           |
| 1962   | Death Whistles the Blues                                   |                                                                              |           |
| 1962   | The Sadistic Baron Von Klaus                               | Hand of a Dead Man                                                           |           |
| 1963   | The Jaguar                                                 |                                                                              |           |
| 1963   | Rififi in the City                                         |                                                                              |           |
| 1964   | Dr. Orloff's Monster                                       | The Secret of Dr. Orloff                                                     |           |
| 1965   | The Diabolical Dr. Z                                       | Miss Muerte                                                                  |           |
| 1965   | Attack of the Robots                                       | Cards on the Table                                                           |           |
| 1966   | Residence for Spies                                        |                                                                              |           |
| 1966   | Succubus                                                   | Necronomicon Dreamt Sin                                                      |           |
| 1967   | Lucky the Inscrutable                                      |                                                                              |           |
| 1967   | Two Undercover Angels                                      | Red Lips: Sadisterotica                                                      |           |
| 1967   | Kiss Me Monster                                            | Red Lips: Kiss Me Monster                                                    |           |
| 1968   | The Blood of Fu Manchu                                     | Fu Manchu and the Kiss of Death                                              |           |
| 1968   | The Girl from Rio                                          | Su-muru · City Without Men                                                   |           |
| 1968   | 99 Women                                                   |                                                                              |           |
| 1968   | Marquis de Sade's Justine                                  | Deadly Sanctuary                                                             |           |
| 1968   | The Castle of Fu Manchu                                    |                                                                              |           |
| 1969   | Venus in Furs                                              | Black Angel                                                                  |           |
| 1969   | Eugenie, The Story of Her Journey into Perversion          | Les Inassouvies · The Insatiable Ones                                        |           |
| 1969   | The Bloody Judge                                           | Throne of Fire · Night of the Blood Monster · The Witch-Killer of Blackmoor  |           |
| 1969   | Count Dracula                                              |                                                                              |           |
| 1970   | Nightmares Come at Night                                   | Eyes of the Night                                                            |           |
| 1970   | Sex Charade                                                |                                                                              |           |
| 1970   | Eugenie de Sade                                            | De Sade 2000                                                                 |           |
| 1970   | Vampyros Lesbos                                            | Las Vampiras                                                                 |           |
| 1970   | She Killed in Ecstasy                                      | Dr. Jekyll and Mrs. Hyde                                                     |           |
| 1970   | The Devil Came from Akasava                                |                                                                              |           |
| 1970   | X-312 Flight to Hell                                       |                                                                              |           |
| 1971   | The Revenge of Dr. Mabuse                                  |                                                                              |           |
| 1971   | Death Packs a Suitcase                                     | The Death Avenger of Soho                                                    |           |
| 1971   | Virgin Report                                              |                                                                              |           |
| 1971   | Robinson and His Wild Slaves                               | Sexy Darlings                                                                |           |
| 1971   | A Virgin Among the Living Dead                             | Christina, Princess of Eroticism                                             |           |
| 1971   | Dracula vs. Frankenstein                                   | Dracula, Prisoner of Frankenstein · The Screaming Dead                       |           |
| 1971   | Lovers of Devil's Island                                   |                                                                              |           |
| 1971   | Daughter of Dracula                                        |                                                                              |           |
| 1972   | The Erotic Rites of Frankenstein                           | The Curse of Frankenstein                                                    |           |
| 1972   | The Demons                                                 |                                                                              |           |
| 1972   | Diary of a Nymphomaniac                                    | Sinner                                                                       |           |
| 1972   | The House of Vice                                          | Dolls for Sale · The Vibrating Girls · Les Ebranlees                         |           |
| 1972   | A Captain of 15 Years                                      |                                                                              |           |
| 1972   | The Silence of the Grave                                   |                                                                              |           |
| 1972   | The Sinister Eyes of Dr. Orloff                            |                                                                              |           |
| 1972   | Mystery of the Red Castle                                  |                                                                              | inacabado |
| 1973   | Relax Baby                                                 |                                                                              | inacabado |
| 1973   | The Other Side of the Mirror                               | The Obscene Mirror                                                           |           |
| 1973   | How to Seduce a Virgin                                     | Pleasure for Three · Beyond the Grave                                        |           |
| 1973   | The Perverse Countess                                      | The Munchers                                                                 |           |
| 1973   | Maciste vs. the Amazon Queen                               | Lustful Amazons                                                              |           |
| 1973   | The Erotic Exploits of Maciste in Atlantis                 | The Gobblers                                                                 |           |
| 1973   | Kiss Me Killer                                             |                                                                              | inacabado |
| 1973   | But Who Raped Linda?                                       | Linda's Hot Nights                                                           |           |
| 1973   | Tender and Perverse Emanuelle                              |                                                                              |           |
| 1974   | Female Vampire                                             | The Bare-Breasted Countess · The Loves of Irina · Erotikill · The Swallowers |           |
| 1974   | Exorcism and Black Masses                                  | Exorcisme                                                                    |           |
| 1974   | Night of the Skull                                         | Sospiri · Night of the Killers                                               |           |
| 1974   | Celestine, Maid at your Service                            |                                                                              |           |
| 1974   | Sexy a Go-Go                                               |                                                                              |           |
| 1974   | The Sexiest Man in the World                               |                                                                              |           |
| 1974   | Lorna the Exorcist                                         | The Devil's Possessed                                                        |           |
| 1974   | Les Chatouilleuses                                         | Nuns in Madness · The Ticklish Ones                                          |           |
| 1974   | Les Emmerdeuses                                            | The Troublemakers                                                            |           |
| 1975   | Midnight Party                                             | Lady Porno                                                                   |           |
| 1975   | Shining Sex                                                |                                                                              |           |
| 1975   | Razzia sur le Plaisir                                      | Two Women in a Golden Cage                                                   |           |
| 1975   | De Sade's Juliette                                         |                                                                              |           |
| 1975   | Barbed Wire Dolls                                          | Frauengefängnis · Caged Women                                                |           |
| 1975   | Women Behind Bars                                          | Diamonds for Hell                                                            |           |
| 1975   | Downtown: The Naked Dolls of the Underworld                |                                                                              |           |
| 1975   | The Portrait of Doriana Gray                               | Marquise von Sade                                                            |           |
| 1976   | Die Sklavinnen                                             | The Slaves                                                                   |           |
| 1976   | Girls in the Night Traffic                                 | Wild Lust                                                                    |           |
| 1976   | White Skin, Black Thigh                                    |                                                                              |           |
| 1976   | Around the World in 80 Beds                                | Jess Franco's Mondo Erotico                                                  |           |
| 1976   | Jack the Ripper                                            | Erotico Profondo                                                             |           |
| 1976   | Mandinga                                                   |                                                                              | inacabado |
| 1976   | Ilsa the Wicked Warden                                     | Greta the Mad Butcher                                                        |           |
| 1976   | Love Letters of a Portuguese Nun                           |                                                                              |           |
| 1977   | Blue Rita                                                  | Das Frauenhaus                                                               |           |
| 1977   | Sexy Sisters                                               | Swedish Nympho Slaves                                                        |           |
| 1977   | Love Camp                                                  |                                                                              |           |
| 1977   | Wicked Women                                               | Women without Innocence                                                      |           |
| 1977   | Voodoo Passion                                             | Call of the Blonde Goddess · Porno Shock                                     |           |
| 1977   | Women in Cellblock 9                                       |                                                                              |           |
| 1978   | Elles Font Tout                                            | They Do It All                                                               |           |
| 1978   | I'm Burning Up All Over                                    |                                                                              |           |
| 1978   | Cocktail Special                                           |                                                                              |           |
| 1978   | Two Female Spies with Flowered Panties                     | Opal of Fire                                                                 |           |
| 1978   | Erotic Symphony                                            |                                                                              |           |
| 1979   | The Sadist of Notre Dame                                   | Demoniac                                                                     |           |
| 1979   | The Girls of Copacabana                                    |                                                                              |           |
| 1979   | Mondo Cannibale                                            | Cannibals; White Cannibal Queen                                              |           |
| 1980   | Devil Hunter                                               | El Canibal · Man Hunter · Mandingo Manhunter                                 |           |
| 1980   | Sex Is Crazy                                               |                                                                              |           |
| 1980   | Pick Up Girls                                              | The Girl in the Transparent Panties                                          |           |
| 1980   | Eugenie: The Story of a Perversion                         |                                                                              |           |
| 1980   | Sadomania: The Hell of Passion                             | Hellhole Women                                                               |           |
| 1980   | The Story of Linda                                         | Naked Super-Witches of the Rio Amore                                         |           |
| 1980   | Bloody Moon                                                | Profondo Tenebre · The Saw of Death                                          |           |
| 1981   | Cecilia                                                    | Sexual Aberrations of a Married Woman                                        |           |
| 1981   | The Lake of the Virgins                                    |                                                                              |           |
| 1981   | The Night of the Open Sexes                                |                                                                              |           |
| 1981   | The Hotel of Love Affairs                                  |                                                                              |           |
| 1981   | Oasis of the Zombies                                       | Tomb of the Living Dead · Blood-Sucking Nazi Zombies                         |           |
| 1981   | Macumba Sexual                                             |                                                                              |           |
| 1982   | Moans of Pleasure                                          |                                                                              |           |
| 1982   | The Sexual Story of O                                      |                                                                              |           |
| 1982   | Black Boots, Leather Whip                                  |                                                                              |           |
| 1982   | The Inconfessable Orgies of Emanuelle                      |                                                                              |           |
| 1982   | The Sinister Dr. Orloff                                    | Macabre Experiments                                                          |           |
| 1982   | The House of the Lost Women                                |                                                                              |           |
| 1982   | The Night Has a Thousand Sexes                             |                                                                              |           |
| 1982   | The Intimate Confessions of an Exhibitionist               |                                                                              |           |
| 1982   | A Crack for Two                                            |                                                                              |           |
| 1982   | Mansion of the Living Dead                                 |                                                                              |           |
| 1983   | Camino Solitario                                           | Lonely Road                                                                  |           |
| 1983   | Blood on My Shoes                                          |                                                                              |           |
| 1983   | Alone Against Terror                                       |                                                                              |           |
| 1983   | The Blues of Pop Street                                    |                                                                              |           |
| 1983   | Fury in the Tropics                                        | Orgasmo Perverso                                                             |           |
| 1983   | Lillian the Perverted Virgin                               |                                                                              |           |
| 1983   | The Tanga Girls                                            |                                                                              |           |
| 1983   | Revenge in the House Of Usher                              | Neurosis                                                                     |           |
| 1983   | The Grandfather, the Countess, and Scarlet the Naughty     | Scarlet                                                                      |           |
| 1983   | Diamonds of Kilimandjaro                                   | Treasure of the White Goddess                                                |           |
| 1984   | The Shadow of Judoka vs. Dr. Wong                          |                                                                              |           |
| 1984   | In Search of the Golden Dragon                             |                                                                              |           |
| 1984   | How Much Does a Spy Cost?                                  |                                                                              |           |
| 1984   | Dirty Game in Casablanca                                   |                                                                              |           |
| 1984   | White Bay                                                  |                                                                              |           |
| 1984   | Voices of Death                                            |                                                                              |           |
| 1984   | Golden Temple Amazons                                      |                                                                              |           |
| 1984   | A Penis for Three                                          |                                                                              |           |
| 1985   | The Last of the Filipinas                                  |                                                                              |           |
| 1985   | Bangkok: Appointment with Death                            |                                                                              |           |
| 1985   | Travel to Bangkok, Coffin Included                         |                                                                              |           |
| 1985   | The White Slave                                            |                                                                              |           |
| 1985   | Lulu's Talking Butthole                                    |                                                                              |           |
| 1985   | Lulu's Pacifier                                            |                                                                              |           |
| 1985   | The Game Walks Among Whistles                              |                                                                              |           |
| 1986   | Slaves of Crime                                            |                                                                              |           |
| 1986   | The Girl with the Red Lips                                 |                                                                              |           |
| 1986   | Las Chuponas                                               | The Suckers                                                                  |           |
| 1986   | For Babies, Warm Milk                                      |                                                                              |           |
| 1986   | The Watcher and the Exhibitionist                          |                                                                              |           |
| 1986   | Bragueta Story                                             |                                                                              | inacabado |
| 1986   | AIDS, the 20th Century Plague                              |                                                                              | inacabado |
| 1986   | Tribulations of a Cross-eyed Buddha                        |                                                                              | inacabado |
| 1987   | Phollastia                                                 |                                                                              |           |
| 1987   | Falo Crest                                                 |                                                                              |           |
| 1987   | Dark Mission: Operation Cocaine                            | Flowers of Evil                                                              |           |
| 1988   | Faceless                                                   | Predators of the Night                                                       |           |
| 1989   | Esmeralda Bay                                              |                                                                              |           |
| 1989   | The Fall of Eagles                                         | War Song                                                                     |           |
| 1990   | Downtown Heat                                              | Ciudad Baja · Viper's Point                                                  |           |
| 1992   | Don Quijote                                                |                                                                              |           |
| 1994   | Jungle of Fear                                             |                                                                              | inacabado |
| 1996   | Killer Barbys                                              |                                                                              |           |
| 1998   | Tender Flesh                                               |                                                                              |           |
| 1998   | Lust for Frankenstein                                      |                                                                              |           |
| 1998   | Mari-Cookie and the Killer Tarantula in 8 Legs to Love You |                                                                              |           |
| 1999   | Vampire Blues                                              |                                                                              |           |
| 1999   | Red Silk                                                   |                                                                              |           |
| 1999   | Dr. Wong's Virtual Hell                                    |                                                                              |           |
| 1999   | Broken Dolls                                               |                                                                              |           |
| 2000   | Helter Skelter                                             |                                                                              |           |
| 2000   | Blind Target                                               |                                                                              |           |
| 2001   | Vampire Junction                                           |                                                                              |           |
| 2002   | Jess Franco's Incubus                                      |                                                                              |           |
| 2003   | Killer Barbys vs. Dracula                                  |                                                                              |           |
| 2005   | Flowers of Perversion                                      |                                                                              |           |
| 2005   | Flowers of Passion                                         |                                                                              |           |
| 2005   | Snakewoman                                                 |                                                                              |           |
| 2008   | A Bad Day at the Cemetery                                  | Crypt of the Cursed Women                                                    |           |
| 2010   | Paula-Paula: an audiovisual experience                     |                                                                              |           |